# Limeil-Brévannes

 Limeil-Brévannes  es una comuna y población de Francia, en la región de Isla de Francia, departamento de Valle del Marne, en el distrito de Créteil y antón de Boissy-Saint-Léger. Es la más poblada de las dos comunas del cantón.
Su población municipal en 2007 era de 18 657 habitantes.
Está integrada en la Communauté d'agglomération Plaine Centrale du Val-de-Marne .

## Demografía
| 295 | 355 | 339 | 394 | 374 | 383 | 423 | 321 | 357 | 390 | 480 | 460 | 600 | 612 | 1 066 | 1 458 | 1 527 | 1 661 | 2 621 | 3 504 | 4 391 | 4 934 | 5 821 | 5 865 | 6 717 | 7 547 | 8 377 | 11 456 | 16 496 | 16 566 | 16 070 | 17 529 | 18 657 |
| Para los censos de 1962 a 1999 la población legal corresponde a la población sin duplicidades (Fuente: INSEE [Consultar]) |     |     |     |     |     |     |     |     |     |     |     |     |     |       |       |       |       |       |       |       |       |       |       |       |       |       |        |        |        |        |        |        |